# Calonectria
Calonectria — рід грибів родини Nectriaceae. Назва вперше опублікована 1867 року.
Серед видів:
- Calonectria hongkongensis